# Даржино
Даржино (пол. Darżyno) — село в Польщі, у гміні Потенґово Слупського повіту Поморського воєводства.
Населення — 244 особи (2011).
У 1975-1998 роках село належало до Слупського воєводства.

## Демографія
Демографічна структура станом на 31 березня 2011 року:
|          | Загалом | Допрацездатний вік | Працездатний вік | Постпрацездатний вік |
| -------- | ------- | ------------------ | ---------------- | -------------------- |
| Чоловіки | 124     | 25                 | 90               | 9                    |
| Жінки    | 120     | 30                 | 68               | 22                   |
| Разом    | 244     | 55                 | 158              | 31                   |